# Kashimashi ~Girl Meets Girl~
Kashimashi ~Girl Meets Girl~ (かしまし ～ガール・ミーツ・ガール～ Kashimashi ~Gāru Mītsu Gāru~?) es una serie de manga romántica escrita por Satoru Akahori e ilustrada por Yukimaru Katsura, y cuya adaptación a anime fue dirigida por Nobuaki Nakanishi. La historia se centra en la vida de un grupo de amigas y las relaciones que comparten a través de un cambio drástico en la vida de una de ellas. Hazumu Osaragi es un adolescente normal, aunque afeminado, que sufre un grave accidente cuando una nave espacial choca en la Tierra y es reconstruido como una chica. Un tema común que recurre en la serie son las relaciones de carácter lésbico que Hazumu tiene con dos de sus mejores amigas.
El manga comenzó a publicarse en enero de 2005 por la editorial MediaWorks en la revista mensual japonesa Dengeki Daioh, hasta que llegó a su final en mayo de 2007 con el quinto volumen, llegando hasta los treinta y cinco capítulos. Más tarde, la historia del manga fue adaptada a una serie de anime producida por Studio Hibari, que finalizó en marzo de 2006 tras doce episodios; el anime fue emitido en Japón por TV Tokyo. Asimismo, la obra ha sido adaptada a una novela ligera escrita por Mako Komao e ilustrada por el mismo ilustrador del manga, una novela visual para PlayStation 2 y una OVA de un solo episodio que continúa narrando la historia de la serie.
Tanto el anime como el manga han alcanzado un gran éxito dentro y fuera de Japón, así como buenas críticas por parte de la revista Newtype y otros medios en línea tales como Anime News Network e IGN. La obra también ha tenido relación con la serie Ranma ½ de Rumiko Takahashi, aunque esta lleva más lejos el concepto de transexualismo.
El título de la serie, Kashimashi, está asociado con el adjetivo japonés kashimashii (姦しい?), traducido como «ruidoso, tumultuoso, travieso o estridente» y también asociado con la frase hecha «cuando tres mujeres se reúnen, hacen ruido» (女三人寄れば姦しい Onna sannin yoreba kashimashii?). El subtítulo, «Girl Meets Girl», proviene de la expresión inglesa boy meets girl, que se traduce como «chico conoce chica». Sin embargo, fue alterada ligeramente para reflejar la naturaleza de las relaciones que ocurren durante la serie. El título principal fue romanizado originalmente en Japón como Kasimasi de acuerdo a la romanización Kunrei-shiki.

## Argumento
La historia se centra en un grupo de estudiantes y del cambio dramático que sufre uno de ellos, Hazumu Osaragi, el protagonista. Los acontecimientos de la serie se sitúan en la ciudad ficticia de Kashima-shi (鹿縞市?) en Tokio; ciudad que no debe confundirse con las dos ciudades homónimas existentes en Japón, uno en la Prefectura de Ibaraki (Kashima (鹿嶋市?)) y el otro en la Prefectura de Saga (Kashima (鹿島市?)). Hazumu es un chico tímido quien no tiene mucha confianza en sí mismo y tampoco había tenido muchas amistades. Un día luego de sus clases, declara su amor hacia Yasuna Kamiizumi —una de sus compañeras y amigas de clase— pero fue rechazado rápidamente para desdicha suya. En un estado poco depresivo, decide subir al «Monte Kashima» (鹿縞山 Kashima-yama?), una montaña donde se puede apreciar el panorama de toda la ciudad, y así encontrar unos momentos de tranquilidad y soledad.
Al llegar a la cima, Hazumu observa una estrella fugaz, la cual sorpresivamente se hacía cada vez más grande mientras pasan los minutos. Al no tener oportunidad de escapar, debido a que se acercaba rápidamente a él, se revela que es una nave espacial alienígena y Hazumu es asesinado por el choque ocasionado. Para corregir el grave accidente hecho, los alienígenas deciden reconstruir el cuerpo de Hazumu, pero en el proceso es cambiado de género, convirtiéndose en mujer. Luego, el diagrama gira alrededor si Hazumu regresará o no a su cuerpo original, cambiando a su vez la relación que mantenía con sus compañeros.
Por medio de esto, un triángulo amoroso emerge entre las tres protagonistas, Hazumu, Yasuna y Tomari; éste consiste principalmente en la inseguridad que presentan entre ellas de si actuar por sus instintos amorosos a pesar de ser del mismo sexo. Otro conflicto se presenta entre Yasuna y Tomari, quienes luchan por quedarse con Hazumu, mientras que esta última no puede elegir por una de las dos. El drama que sobreviene entre las tres es a menudo absolutamente melodramático.

### Cronología
La cronología de la serie puede ser extrapolada aprovechándose las referencias canónicas del manga y de la estructura bien definida del año escolar japonés. En el primer capítulo del manga, los personajes presentan uniformes de verano, indicando que se sitúaban en junio o días posteriores. Mientras que en el capítulo trece Hazumu aparece en la ceremonia de término de la etapa escolar para el inicio de las vacaciones de verano, poniendo el tiempo entre mediados de julio. En el capítulo dieciocho Hazumu afirma que el verano estaba por terminar, lo que sería alrededor de agosto, y en el capítulo diecinueve, la madre de Hazumu comenta que el inicio del semestre escolar se acercaba, es decir, aproximadamente inicios de agosto. Asimismo, en el capítulo veinte, se realiza un festival deportivo que coincide con el segundo lunes de octubre. Para el capítulo treinta y cinco la historia se situaba a mediados de noviembre e iniciándose el último capítulo, explícitamente se revela que se encuentran en un 24 de diciembre, pasando un mes entre el penúltimo y último capítulo.

## Personajes principales
A continuación se describe a los personajes principales de la serie y se nombra a los seiyū de la versión original japonesa:
- Hazumu Osaragi (大佛 はずむ Osaragi Hazumu?)

Es un estudiante de secundaria y protagonista de la serie. Como chico, estuvo enamorado de su amiga Yasuna, pero al declararle su amor fue rechazado rápidamente. Después de haber sido rechazado, sube al Monte Kashima para encontrar unos momentos de tranquilidad y soledad, pero sorpresivamente es asesinado por el choque de una nave espacial alienígena. Para rectificar esta desgracia, los alienígenas resucitan a Hazumu. No obstante, en el proceso, cambian inesperadamente su género para ser totalmente femenino, incluso su ADN. En la adaptación japonesa su seiyū es Kana Ueda.
- Yasuna Kamiizumi (神泉 やす菜 Kamiizumi Yasuna?)

Es una compañera de clases de Hazumu desde su primer año. Desde que nació, Yasuna había tenido una aflicción que la hacía incapaz de ver a los varones. Después de haber conocido a Hazumu, Yasuna observa parcialmente su cara, mientras comenzaba a pasar más tiempo él y como resultado termina enamorándose. Yasuna había rechazado inicialmente Hazumu cuando él seguía siendo un muchacho. En la adaptación japonesa su seiyū es Yui Horie.
- Tomari Kurusu (来栖 とまり Kurusu Tomari?)

Es otra compañera de clase de Hazumu. Es amiga de infancia de Hazumu, así que los dos saben mucho sobre cada uno y tienen muchos recuerdos sobre su pasado. Después de la transformación de Hazumu, Tomari no sabía qué hacer. Al principio, le molestaba mucho que todos los que estaban cerca de Hazumu querían intentar hacerlo más femenino, pero luego se da cuenta de que aunque Hazumu tenga cambios físicamente, su personalidad seguía siendo igual, por lo tanto es la misma persona por dentro. En la adaptación japonesa su seiyū es Yukari Tamura.
- Asuta Soro (曽呂 明日太 Soro Asuta?)

Es el amigo hombre de Hazumu, es una persona a la que Hazumu le tiene gran confianza, la cual a veces le hace pensar a Asuta que le gusta a Hazumu. En el hay una gran indecisión debido a que Hazumu era su amigo cuando era hombre pero le empieza a gustar cuando es mujer, aunque nunca se lo dice directamente. En la adaptación japonesa su seiyū es Daisuke Ono.
- Ayuki Mari (摩利 あゆき Mari Ayuki?)

Otra amiga de Hazumu, es una persona que reflexiona y piensa antes de hacer alguna cosa, es una especie de¨Guía¨y apoyo para sus compañeros, parece que le gusta Hazumu, porque en uno de los episodios cuando hace que discutan sus problemas Hazumu, Tomari y Yasuna, mira a Hazumu abrir unas alas que le salen de la espalda como si fuera una mariposa al resolver el problema. En la adaptación japonesa su seiyū es Masumi Asano.
- Hitoshi Sora (宇宙 仁 Sora Hitoshi?)

Es el científico extraterrestre que transformó a Hazumu en mujer, su misión era observar a los humanos como se desarrollaban pero a lo largo de la serie se descubre la verdadera razón de su visita, para investigar a los humanos se vuelve profesor de biología en la escuela de Hazumu. En la adaptación japonesa su seiyū es Keiji Fujiwara.
- Namiko Tsuki (月 並子 Tsuki Namiko?)

Es la maestra de inglés de Hazumu, asegura que a sus 35 años de edad no ha tenido novio por dedicarse a la educación, aunque se enamora de Hitoshi desde la primera vez que lo ve. En la adaptación japonesa su seiyū es Yūko Mizutani.
- Jan Pu (ジャン・プウ Jan Pū?)

Es la forma humana creada por Hitoshi para la inteligencia artificial de la nave que dirigía, como se basó en el cuerpo de Hazumu ambas poseen gran parecido. Es bastante infantil y quiere mucho a Hazumu, de hecho Hitoshi tuvo que crear una definición de amor para explicarle lo que sentía por Hazumu. En la adaptación japonesa su seiyū es Ryoko Shintani.

## Contenido de la obra

### Manga
Kashimashi fue escrito por Satoru Akahori e ilustrado por Yukimaru Katsura. El diseño de personajes original estuvo a cargo de Sukune Inugami y el uniforme escolar fue creado por la compañía Cospa. Fue publicado entre el 21 de mayo de 2004 y el 21 de marzo de 2007 en la revista Dengeki Daioh con un capítulo al mes. Cinco tankōbon fueron publicados en Japón con la etiqueta de MediaWorks, Dengeki Comics, concluyendo la obra en treinta y cinco capítulos. El anime sigue la historia original del manga hasta el episodio nueve. A partir del episodio diez, no hay conexión alguna.
El manga fue licenciado en Estados Unidos por Seven Seas Entertainment, lanzando el primer volumen el 25 de diciembre de 2006 usando la romanización Hepburn en el título, Kashimashi, respecto al original, Kasimasi. Los siguientes fueron publicados el 25 de abril, 25 de julio y 29 de noviembre de 2007 (volúmenes 2, 3 y 4 respectivamente), y el último, el 18 de marzo de 2008.

### Libros
Una novela ligera de Kashimashi, fue escrita por Mako Komao e ilustrada por Yukimaru Katsura, fue publicada por MediaWorks bajo la etiqueta Dengeki Bunko el 10 de enero de 2006. El libro de 321 páginas costaba 590 yen (aprox. US$5.50). La novela está escrita en perspectiva de primera persona alternando entre los capítulos a Hazumu, Yasuna, y Tomari. Presenta un prólogo, cuatro capítulos, y un epílogo; el prólogo y primer capítulo, es respecto a la perspectiva de Hazumu; el segundo, respecto a Yasuna, seguido del de Tomari en el tercero, para finalizar con Hazumu en el cuarto y epílogo. Las últimas tres páginas contienen un colofón por parte del autor.  
Un artbook de ciento doce páginas titulado Kashimashi Fan Book Oficial (かしまし公式ファンブック Kashimashi Kōshiki Fan Bukku?) fue lanzado por MediaWorks el 27 de marzo de 2006. El libro, que tiene el mismo tamaño de un tankōbon de manga, es impreso a color para las primeras 48 páginas, que consisten en una compilación de arte promocional, perfiles de personajes con escenas originales y comentarios de los personajes, entrevistas a los seiyūs de Hazumu, Yasuna, Tomari, Ayuki, y Jan Pu, y el concepto de los uniformes escolares. La mitad del libro, que estuvo impreso en blanco y negro, contiene una breve descripción de los primeros veintiún capítulos del manga, y entrevistas con el autor y el ilustrador del manga, director del anime y el guionista, y el autor de la novela ligera. Hay también una breve explicación de la novela de la representación visual del juego de PlayStation 2, de dos estatuillas de Hazumu, y de tres CD de audio para la versión del anime. Las últimas dieciséis páginas están otra vez a todo color y consisten el primer episodio del anime en formato manga.

### Anime
El anime Kashimashi, que fue transmitido en TV Tokyo en Japón desde el 11 de enero al 29 de marzo de 2006, finalizando con 12 episodios transmitidos. El logo del anime fue: "Aunque soy una chica, todavía la amo" (女の子になっても、僕は彼女が好きです Onna no ko ni natte mo, boku wa kanojo ga suki desu?). Un OVA fue lanzado con el DVD en 27 de octubre de 2006 que cambió el final original de la serie televisiva.
La serie contiene algunas referencias sugestivas y leve fan service que no se presenta en el manga original. Un ejemplo de ello es cuando Hazumu es transportado a la Tierra luego de su transformación a chica; en el manga aparece vestida, pero en el anime se encuentra desnuda. También, había una pequeña porción adicional durante la escena de las compras del sujetador en el episodio dos que eran considerado para adultos, fue censurada en su difusión televisiva, pero que fue incluido en el lanzamiento de DVD.
La serie de anime ha sido licenciada en Estados Unidos por Media Blasters a finales de 2006 y bajo subtítulos, más no traducción siendo lanzados entre el 12 de junio y el 23 de octubre de 2007. El primer episodio fue incluido con la edición de junio de la revista Newtype USA.

### CD de audio
El opening para el anime «Koisuru Kokoro» interpretado por Eufonius fue lanzado el mismo día que el principal ending "Michishirube" por Yūmao el 25 de enero de 2006 en Japón por Lantis. El anime ha tenido cinco diferentes versiones del ending, cuatro de ellos por parte de las seiyū. Masumi Asano como Ayuki Mari interpretó el ending para el episodio ocho, y el siguiente, fue interpretado por Kana Ueda como Hazumu Osaragi. El ending del episodio diez, estuvo a cargo de Yui Horie (Yasuna Kamiizumi) y el episodio once, Yukari Tamura como Tomari Kurusu. Adicionalmente, el opening "Koisuru Kokoro" fue usado como ending para el primer episodio, mientras que la canción "Kimi no Tame ni Dekiru Koto" (キミのためにできること lit. Algo que pueda hacer por ti'?) por Yūmao fue usado como ending para el decimosegundo episodio. 
Hay tres canciones anexas en el anime. En el episodio siete, la canción «Hanaemi to Kasumisō» interpretada por Kana Ueda es usada allí, mientras que "Compass: Egao no Yukue" interpretada Kana Ueda, Yui Horie y Yukari Tamura fue usado en el episodio nueve; estas dos canciones fueron lanzadas el 21 de diciembre de 2005. La última, "Hanbun" (半分?  lit. Mitad) interpretada por Yukari Tamura, fue usada en el episodio doce y agregada al álbum Norte Amour el 5 de abril de 2006. El álbum también agrega otras canciones de Kana Ueda, Yui Horie, Yukari Tamura, Masumi Asano, y Ryōko Shintani, seiyū de Jan Pu. La banda sonora original para la versión anime fue lanzada el 26 de abril de 2006 por Lantis. Finalmente, un CD drama basado en el anime fue lanzado el 18 de mayo de 2006 con las seiyū de esta adaptación.

### Novela visual
Una novela visual basada en la serie, llamada Kashimashi ~Chica busca Chica~ La Primera Historia de Verano (かしまし ～ガール・ミーツ・ガール～ 初めての夏物語 Kasimasi ~Gāru Mītsu Gāru~ Hajimete no Natsu Monogatari?) fue lanzado para la consola PlayStation 2 el 30 de marzo de 2006 en Japón con el logo: Pero yo soy ya una chica tan... (だって僕もう女の子だから。。。 Datte boku mō onna no ko dakara...?). El juego fue desarrollado por Vridge, publicado por Marvelous Interactive, y lanzado en dos versiones, limitada y regular, presentadas el mismo día. La edición limitada vino en una caja especial con un CD drama original llamada "Kashimashi Carta Triángulo", y un CD de música con canciones del juego en versión piano. El juego fue relanzado en una mejor versión el 16 de noviembre de 2006, con un precio menor que el original. Kashimashi ~Chica busca Chica~ La Primera Historia de Verano recibió un total de 26/40 (con puntuaciones individuales de 7, 6, 7, y 6) de la revista japonesa de videojuegos Famitsu.
La jugabilidad del juego sigue la típica de una novela visual que requiere poca interacción del jugador, con la mayor parte del tiempo ocupada por texto que aparece en la pantalla; este texto representa el diálogo entre los personajes. De vez en cuando, el jugador tendrá un "punto de decisión"; donde se da la oportunidad de elegir de las opciones que se exhiben en la pantalla, típicamente dos a tres a la vez. Para ver cada conclusión disponible, el jugador tendrá que jugar de nuevo y elegir diversas opciones durante los puntos de decisión para fomentar al diagrama una dirección y final alterna.

## Recepción
La versión manga de Kashimashi fue licenciada por Seven Seas Entertainment para su distribución para Estados Unidos. En julio de 2007, Kashimashi fue el título más vendido por esta compañía. El primer volumen del manga ha tenido muy buena aceptación de Newtype USA, revista popular sobre anime y manga. El primer volumen fue llamada por Newtype USA el Libro del mes para diciembre de 2006, y la revisión de la traducción hecha por Seven Seas Entertainment, que conservó el estilo japonés sin esfuerzos para hallar el humor para el mercado estadounidense. En una revisión hecha para Anime News Network, Carlo Santos afirma: «Los acontecimientos rápidos de este primer volumen se combinan para formar una historia de muchos humores: una comedia de transexuales, pero con tonos de ciencia ficción, y sobre todo, un romance más conmovedor que uno puede esperar. El tiempo ha estado para reconsiderar un triángulo amoroso.» En una revisión hecha por IGN, A. E. Sparrow afirma: «Hay abundancia para disfrutar el libro, sin embargo. Hazumu cuando intenta comprar su primer sujetador es bastante chistoso, al igual que las visitas ocasionales de los alienígenas que lo ponen en esta situación en primer lugar.»
El segundo volumen del manga fue positivamente criticado en Anime News Network por Theron Martin, quien afirmó: «Con este segundo volumen el título avanza hacia el reino de las comedias románticas, asperjando liberalmente su historia con comentarios chistosos, caídas de nalgas, y anécdotas mientras que todavía se ocupa de frente al triángulo de amor de una forma más seria y más implicada que se origina alrededor de Hazumu. Todos sus intentos son divertidos, aunque, la parte dramática de la historia se acerca.»
La crítica para el anime fue de una forma similar. En una revisión hecha en themanime.org, se escribió, «[el anime es] mejor dicho agravante a la hora de verlo, pero no ofrece problemas a la hora de sacar sonrisas siempre que quiera a cualquiera. Los personajes, como ellos son, traen mucho de la credibilidad del programa, a pesar de elementos alienígenas. Es muy realista y agradable de mirar. El estilo algo suave y detallado del arte ayuda, por supuesto, al igual que la animación generalmente de gran calidad.» La conclusión del anime fue criticada positivamente por Erica Friedman, quien es la presidenta de Yuricon, una convención de anime dedicada al yuri tanto en anime como manga, y de ALC Publishing, también dedicada al yuri. Friedman lo describe como, «tan normal - tanto como una cosa que pudo haber sucedido en la vida real. Así - después de todos estos años de mirar conclusiones sin resolver, FINALMENTE conseguimos una conclusión y este es un verdadero yuri donde la muchacha sigue siendo una muchacha y consigue a la muchacha y... silencio. Nada.» El anime recibió un 7 de 10 puntos por Friedman.